# 池上裕子 (美術史家)
池上 裕子（いけがみ ひろこ、1973年7月11日 - ）は、日本の美術史学者。専門は現代アメリカ美術。神戸大学大学院国際文化学研究科教授。

## 来歴
東京都世田谷区出身。松蔭高等学校、国際基督教大学教養学部卒。2005年、大阪大学文学研究科博士課程単位修得退学。後、2007年にイェール大学でPh.D取得（美術史）。

ニューヨーク近代美術館非常勤講師、大阪大学特任助教などを経て、2010年より神戸大学大学院国際文化学研究科准教授、その後同教授。

2006年より日本美術オーラル・ヒストリー・アーカイヴの活動にも携わっていた。
2016年、『越境と覇権 - ロバート・ラウシェンバーグと戦後アメリカ美術の世界的台頭』でサントリー学芸賞（芸術・文学部門）受賞。

## 著作（単著）
- Hiroko Ikegami『The Great Migrator: Robert Rauschenberg and the Global Rise of American Art』Mit Press Ltd、2014年2月14日。ISBN 978-0262526111。
- 池上裕子『越境と覇権 ロバート・ラウシェンバーグと戦後アメリカ美術の世界的台頭』三元社、2015年12月10日。ISBN 978-4-88303-389-8。 NCID BB20426800。

## 出演
- 日曜美術館「終わらない記憶の冒険 田名網敬一」（2024年9月1日、NHK Eテレ）[4]